# Extremely Loud and Incredibly Close (película)
Extremely Loud and Incredibly Close, titulada en castellano Tan fuerte, tan cerca en España y Tan fuerte y tan cerca en Hispanoamérica, es una película dramática de 2011 basada en la novela homónima escrita por Jonathan Safran Foer en 2005. Rodada íntegramente en la ciudad de Nueva York. Producida por Scott Rudin y dirigida por Stephen Daldry fue estrenada el 25 de diciembre de 2011 en Norteamérica de la mano de Warner Bros.. Protagonizada por Sandra Bullock, Tom Hanks, Thomas Horn con Max von Sydow, Viola Davis, Jeffrey Wright, John Goodman y Zoe Caldwell interpretando personajes secundarios. Su argumento se centra en Oskar Schell, un niño de nueve años que pierde a su padre en los ataques terroristas del 11 de septiembre de 2001 y que encuentra una llave que cree perteneciente a su padre, emprendiendo una búsqueda en la que tratará de encontrar qué cerradura abre.
El rodaje comenzó en marzo de 2010 y se extendió durante varios meses. La película recibió comentarios mixtos por parte de la crítica, que opinó que la cinta era demasiado sentimental y pretenciosa. Fue candidata a dos Premios Óscar, incluyendo mejor película, siendo dicha nominación objeto de polémica. Acumuló más de $55 millones de USD tras su exhibición en salas comerciales de todo el mundo, convirtiéndose en la producción que menos dinero ha recaudado de forma global en la carrera del director británico.

## Argumento
Oskar Schell es un niño de nueve años que tiene síndrome de Asperger que pierde a su padre, Thomas Shell, en los ataques terroristas contra las torres gemelas el 11 de septiembre de 2001. Oskar es un chico muy inteligente, y su padre lo sabía. A menudo lo animaba a descubrir cosas nuevas, metas, lugares, situaciones y a tratar de resolver enigmas. El último enigma que su padre le proporciona es la prueba de que antes la ciudad de Nueva York tenía un sexto distrito, justo al lado de Manhattan. En un flashback Thomas y Oskar juegan a lo que ellos llamaban expediciones de reconocimiento tratando de buscar información por toda la ciudad. El juego requiere la comunicación con otras personas, algo que no es fácil para Oskar. Su padre le dice: «si las cosas fueran fáciles de encontrar, no merecería la pena buscarlas».
El 11 de septiembre tras el comienzo de los atentados Oskar y sus compañeros de escuela son enviados de vuelta a casa, mientras que su madre Linda está trabajando. Al llegar a casa, escucha cinco mensajes de su padre en el contestador automático diciendo que está atrapado en una de las torres del World Trade Center. Thomas realiza una sexta llamada, Oskar oye el sonido del teléfono pero está demasiado asustado para contestar. La máquina registra un sexto y último mensaje de voz que se acaba cuando la torre se derrumba. Oskar se da cuenta de que su padre ha sido asesinado y cae al suelo. Después reemplaza el contestador automático por uno nuevo para que su madre nunca se entere.
Un año después encuentra un jarrón en el armario de su padre que contiene una llave dentro de un sobre con la palabra "Black" escrita en él. A partir de ese momento se embarca en una búsqueda por el cerrojo que le revelará, cree él, el último misterio por descubrir de su padre. Oskar pide la guía telefónica al portero del edificio donde vive, Stan, para poder localizar a todos aquellos que se apelliden "Black" en la ciudad de Nueva York, con la intención de preguntar a cada uno de ellos si conocían a su padre. La primera persona que conoce es Abby Black, que se ha divorciado de su marido recientemente.
La relación con su madre empeora desde que ella no puede explicarle por qué el World Trade Center fue atacado y por qué murió su padre. Oskar le dice a su madre que ojalá hubiera sido ella la que hubiera estado en el edificio y no su padre, a lo que ella responde: yo también. Arrepentido, le dice a su madre que no quería decir eso, pero ella no le cree. Un día se encuentra con el extraño que vive con su abuela, al que llama «el inquilino», que es mudo y se comunica con notas escritas y las palabras "sí" y "no" tatuadas en sus manos. Oskar le cuenta su historia y poco a poco su relación se vuelve más cercana. Juntos tratarán de buscar para qué sirve la llave y Oskar aprenderá a hacer frente a sus miedos, como por ejemplo montarse en metro o cruzar puentes. Pasado el tiempo, «el inquilino» le dirá que será mejor que dejen de buscar.
Cuando Oskar mira un recorte de periódico que le dio su padre, encuentra un número de teléfono rodeado en referencia a una venta. Él marca el número y llega hasta Abby, que quiere llevarle con su exmarido, William Black, que puede saber algo acerca de la llave. William le dice que la ha estado buscando durante mucho tiempo, ya que había vendido el florero a su padre sin saber que la llave estaba dentro. La llave encaja en una caja de seguridad donde el padre de William había dejado algo para él. Oskar se encuentra decepcionado y triste porque la llave no le pertenece. Tras saber para qué servía, Linda le confiesa que sabía los planes que tenía de visitar a todas las personas apellidadas "Black" y que ella les visitó previamente y les informó de que su hijo iba a visitarlas y porqué. Oskar realiza un libro de recuerdos al que titula Extremely Loud and Incredibly Close -Tan fuerte, tan cerca-.

## Reparto
- Sandra Bullock como Linda Schell, madre de Oskar y viuda de Thomas.
- Tom Hanks como Thomas Schell, padre de Oskar y marido de Linda, fallece en los ataques terroristas de las torres gemelas.
- Thomas Horn como Oskar Schell, un niño que pierde a su padre en los ataques terroristas del 11 de septiembre de 2001. Tras encontrar una llave en el armario de su padre tratará de averiguar qué abre.
- Max von Sydow cuyo personaje no tiene nombre, un misterioso hombre mudo que se ha trasladado a casa de la abuela de Oskar.
- Viola Davis como Abby Black, una mujer recién divorciada de su marido a la que Oskar se encuentra durante su búsqueda.
- Jeffrey Wright como William Black, exmarido de Abby y que podría tener información sobre la llave de Oskar.
- John Goodman como Stan, el portero del edificio donde reside la familia Schell.
- Zoe Caldwell como la abuela de Oskar.

## Producción

### Desarrollo y rodaje

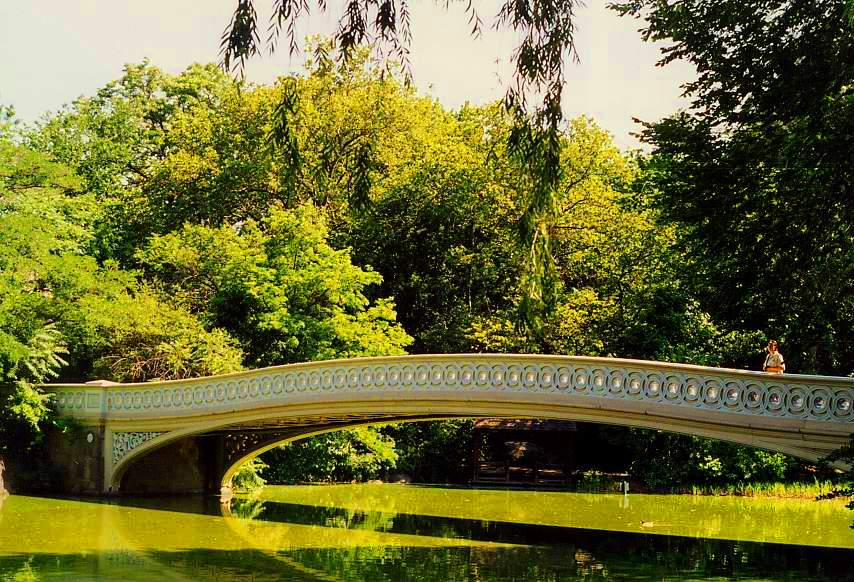
Algunas escenas fueron rodadas junto al Bow Bridge, uno de los puentes de Central Park.

Scott Rudin, productor de la película, estaba desarrollando el proyecto desde 2005, año en el que fue publicado el libro escrito por Jonathan Safran Foer. Eric Roth, ganador del Óscar por el libreto de Forrest Gump (1994), fue el encargado de escribir el guion para adaptar la novela a la gran pantalla. Fue financiado entre Paramount Pictures y Warner Bros., siendo este último el estudio principal. En abril de 2010 se hizo público que Stephen Daldry dirigiría la película. El director de The Hours (2002) y The Reader (2008), dijo que no creía que hubiera libros que no pudieran trasladarse al cine. «La gente dice que esos dos libros son inadaptables, especialmente The Hours. Lo bueno del libro de Jonathan es que tiene una increíble carga emocional», señaló el director. Daldry mantuvo al novelista implicado durante en proceso de adaptación de la novela, con varios borradores del guion escrito por Eric Roth. «Vengo del teatro, así que disfruto teniendo a mis escritores lo más cerca posible, y ambos estuvieron involucrados hasta el montaje final», declaró.
El rodaje se inició en marzo de 2011, durando aproximadamente siete meses. La filmación tuvo lugar íntegramente en la ciudad de Nueva York. En mayo se rodaron escenas en Chinatown y en el Lower East Side. Asimismo también se rodaron algunas tomas en Central Park, en las zonas noroeste y sur del lago principal del parque y junto al Bow Bridge. Otra área del parque que aparece en la película son las zonas rocosas cercanas a Wollman Rink. Las escenas de interior se llevaron a cabo en los JC Studios. El compositor Alexandre Desplat sustituyó al inicialmente previsto Nico Muhly -habitual colaborador de Stephen Daldry- en la compsición de la banda sonora. El director de fotografía fue Chris Menges, el diseño de producción corrió a cargo de K. K. Barrett y el diseño de vestuario fue de Ann Roth.

### Casting
Los primeros actores involucrados fueron Sandra Bullock y Tom Hanks, confirmándose su participación en agosto de 2010. Durante la premier el actor declaró que aceptó el papel porque «el material era bueno y era lo que estaba buscando. Todo es un juego de azar. ¿Estamos a tiempo?. ¿Es demasiado pronto?. ¿Es demasiado tarde?. Es responsabilidad de Stephen Daldry asegurarse de que hemos hecho una película que merece haber sido realizada». Bullock dijo «absolutamente, es un personaje de reparto, pero tú has visto la película. Es el director, la historia, el momento. El momento es el adecuado. Sentí que tenía que formar parte de la película». John Goodman, Viola Davis y Jeffrey Wright se unieron al reparto en enero de 2011. James Gandolfini también formaba parte del elenco pero su participación fue eliminada del montaje final debido a que en unos pases previos al estreno la reacción de la audiencia hacia su personaje, alguien que consolaba al personaje interpretado por Sandra Bullock, fue negativa.
Según el director para esta adaptación el mayor reto provenía de encontrar al chico correcto para dar vida a Oskar. Daldry audicionó a chicos con y sin experiencia en Londres y Estados Unidos antes de llegar a Thomas Horn. Horn no hizo su debut ante las cámaras  como intérprete sino como concursante en el programa de televisión Jeopardy!, donde ganó $31.000 dólares con tan sólo 12 años. La historia llamó la atención de Scott Rudin, que estaba buscando protagonista para la película. El productor encargó a la agencia de reparto del film que lo localizaran. Una vez encontrado el chico conoció a Stephen Daldry, este se dio cuenta tras una única audición de que tenía a la estrella de su cinta. «Llegó con una gran cantidad de inteligencia y vida emocional, la cual no estaba entrenada pero era intuitiva», apuntó el director. «Es un chico joven con una imaginación y vida únicas, fuimos muy afortunados de tenerle», sentenció Daldry.

### Estreno
El estreno estaba previsto para que coincidiera con el décimo aniversario de los ataques terroristas del 11-S y para que pudiera competir en la carrera de premios de ese año. Sin embargo la producción se retrasó y no debutó hasta diciembre y provocó que algunos académicos o grupos de votantes no pudieran visionar la película a tiempo, pese a los esfuerzos de Scott Rudin. Finalmente fue ignorada en premios relevantes como los Globos de Oro o los Premios del Sindicato de Actores. Daldry dijo que no estaba dispuesto a sacrificar el film, que había tardado siete meses en rodar, para encajar en las fechas establecidas de los grupos de críticos. «Siento que no la hayan podido ver a tiempo, pero he terminado hoy a las 6 a.m. esta mañana», dijo en una entrevista para Variety el 1 de diciembre. «Tienes que escoger entre poner en peligro la producción para cumplir los plazos o terminar de la mejor manera que sepas».
La premier se llevó a cabo en Nueva York en diciembre de 2011 en el Ziegfeld Theater. Después del estreno el póster de la película fue objeto de vandalismo, en una parada de autobús situada en Venice, California, una persona ocultó el título con su opinión sobre la producción, «y otra tediosa y aburrida dramatización del colapso de las torres gemelas». Stephen Daldry, Thomas Horn y Max von Sydow acudieron a la presentación internacional del film en el Festival de Cine de Berlín, Alemania, fuera de competición. El actor sueco declaró que «los sentimientos humanos, son sentimientos humanos, hablen o no. Es algo muy diferente a lo que había hecho antes. El guion me conmovió mucho y la historia también. El personaje escribía cosas, creó su propia narrativa de esa forma». El enviado especial al festival alemán, Luis Martínez del diario El Mundo, tituló su reseña de la cinta como «extremadamente falsa e increíblemente histérica».

## Recepción

### Taquilla
Extremely Loud and Incredibly Close se estrenó de forma limitada el 25 de diciembre de 2011 en Norteamérica. Exhibida en seis salas sumó durante su primer día en cartel $72.348 dólares, con una media por sala de $12.058. Posteriormente, el 20 de enero de 2012, se expandió el número de cines que la proyectaba hasta los 2.630. En su primer fin de semana como estreno masivo recolectó $10 millones, situándose en la cuarta posición de la tabla por delante de la reposición en 3D de The Beauty and The Beast y por detrás del thriller Contraband. Finalmente sumó $31.8 millones en Estados Unidos y Canadá. No hay datos sobre el presupuesto invertido en la producción. 
Fuera de las fronteras de Estados Unidos y Canadá acumuló $23.4 millones. Japón, con $6.1 millones, fue el territorio donde más éxito comercial cosechó, seguido de México con $1.8 millones y Francia con $1.7 millones. En Reino Unido sumó $0.58 millones durante el fin de semana de apertura, suponiendo el 53.6 % del total acumulado en dicho país. Otros territorios donde superó el millón de USD fueron Australia con $1.2 y Países Bajos con $1.006 millones. En España el monto final fue de $0.5 millones tras once semanas en cartel. Tras su exhibición mundial la película llegó al cómputo total de $55.2 millones.
Ventas en el mercado doméstico
Fue estrenada por Warner Bros. Home Entertainment en DVD y Blu-ray el 27 de marzo de 2012 en Norteamérica. Durante su primera semana a la venta se posicionó cuarta en la lista de los DVD más vendidos, con 228.950 unidades vendidas y generando $3.4 millones. En su segunda semana las ventas cayeron un 66 %, llegando a los $4.6 millones. En formato Blu-ray alcanzó el quinto puesto durante su primera semana, vendiendo 70.993 unidades. Durante su segunda semana las ventas se redujeron un 70 %, acumulando $1.7 millones de beneficio en dicho formato. Se estima que sumando las ventas en ambos formatos de reproducción el dividendo asciende a $10.9 millones, cifra adicional a lo obtenido en taquilla.

### Respuesta crítica
Extremely Loud and Incredibly Close recibió críticas mixtas. La película tiene un 47 % de comentarios positivos en Rotten Tomatoes, basado en 177 reseñas y con una media de 5.5 sobre 10, con el siguiente consenso: «Extremely Loud and Incredibly Close tiene una historia digna de contar, pero se merece algo mejor que el tratamiento edulcorado y pretencioso que Stephen Daldry le ha dado». Metacritic, que asigna una media ponderada, otorgó a la cinta un 46 % de comentarios positivos, basado en 41 reseñas, de las cuales diecinueve catalogó como positivas.
Manhola Dargis del periódico The New York Times señaló que «trata de hacernos sentir bien, incluso virtuosos, simplemente por el hecho de "sentir". Y sí, puede que llores, pero cuando te sacan las lágrimas forzadamente como aquí, el verdadero sentimiento debería ser el de rabia». Lou Lumenick del New York Post la describió como «una película a la caza del Óscar en su forma más descarada y censurable (...)». Roger Ebert crítico del Chicago Sun Times escribió que «ninguna película ha sido capaz de proporcionar una catarsis al Holocausto, y sospecho que ninguna será capaz de proporcionársela al 9/11». Claudia Puig del periódico USA Today se mostró más amable con la cinta al escribir que «aunque fallida y en ocasiones demasiado histérica, la historia de Extremely Loud & Incredibly Close sobre los efectos del 11S en un niño sensible merece la pena, particularmente por su interpretación principal».
Fuera de las fronteras de Norteamérica tampoco obtuvo alabanzas por parte de la prensa cinematográfica, Javier Ocaña del diario El País la definió como «pornografía del dolor. (...) Tratar el 11-S como una apoteosis del sentimentalismo y de la abyección, como hace Stephen Daldry en Extremely Loud and Incredibly Close es jugar sucio».  Manuel Piñón de la revista Cinemanía dijo que era una «firme candidata al Óscar: a película más irritante del año (...)». La reacción positiva vino de parte de Nuria Vidal de la revista Fotogramas, que sentenció que «la gran película sobre el 11-S sigue pendiente, pero este es, con todo, un film que vale la pena ver. (...) ».

### Premios
| Año  | Premio                                            | Categoría                                                          | Persona(s)        | Resultado |
| ---- | ------------------------------------------------- | ------------------------------------------------------------------ | ----------------- | --------- |
| 2012 | Premios Óscar                                     | Mejor película                                                     | Scott Rudin       | Candidata |
| 2012 | Premios Óscar                                     | Mejor actor de reparto                                             | Max von Sydow     | Candidato |
| 2011 | Premios BET                                       | Mejor actriz (también por The Help)                                | Viola Davis       | Ganadora  |
| 2011 | Boston Society of Film Critics Awards             | Mejor actor de reparto                                             | Max von Sydow     | Candidato |
| 2012 | Broadcast Film Critics Association Awards         | Mejor película                                                     | Mejor película    | Candidata |
| 2012 | Broadcast Film Critics Association Awards         | Mejor director                                                     | Stephen Daldry    | Candidato |
| 2012 | Broadcast Film Critics Association Awards         | Mejor guion adaptado                                               | Eric Roth         | Candidato |
| 2012 | Broadcast Film Critics Association Awards         | Mejor actor joven                                                  | Thomas Horn       | Ganador   |
| 2011 | Dallas-Fort Worth Film Critics Association Awards | Mejor película                                                     | Mejor película    | Candidata |
| 2011 | Dallas-Fort Worth Film Critics Association Awards | Mejor actor de reparto                                             | Max von Sydow     | Candidato |
| 2011 | Georgia Film Critics Association Awards           | Mejor actor de reparto                                             | Max von Sydow     | Candidato |
| 2011 | Georgia Film Critics Association Awards           | Mejor actriz de reparto                                            | Sandra Bullock    | Candidata |
| 2012 | Palm Springs International Film Festival          | Director del año                                                   | Stephen Daldry    | Ganador   |
| 2011 | Phoenix Film Critics Association Awards           | Mejor debut en cámara                                              | Thomas Horn       | Ganador   |
| 2011 | Phoenix Film Critics Association Awards           | Mejor interpretación de un actor joven - protagonista o de reparto | Thomas Horn       | Ganador   |
| 2011 | Phoenix Film Critics Association Awards           | Mejor banda sonora                                                 | Alexandre Desplat | Candidato |
| 2011 | San Diego Film Critics Association Awards         | Mejor actor de reparto                                             | Max von Sydow     | Candidato |
| 2011 | San Diego Film Critics Association Awards         | Mejor banda sonora                                                 | Alexandre Desplat | Candidato |
| 2012 | Teen Choice Awards                                | Mejor actriz - Drama                                               | Sandra Bullock    | Candidata |

### Polémica candidatura a mejor película
Los candidatos a la 84.ª edición de los Premios Óscar fueron anunciados por el presidente de la academia Tom Sherak y la actriz Jennifer Lawrence el 24 de enero de 2012 en el Samuel Goldwyn Theater, situado en Beverly Hills, California. Extremely Loud and Incredibly Close obtuvo dos menciones, mejor actor de reparto y mejor película, siendo esta última objeto de polémica. La prensa cinematográfica y la audiencia criticaron la candidatura, algunos la calificaron como «la peor candidata a mejor película de toda la historia». Chris Krapek del periódico Huffington Post escribió que «no sólo es la nominada a mejor película peor valorada por la crítica en los últimos diez años, sino que es fácilmente el peor film de 2011». David Gritten de The Telegraph calificó la nominación como «misteriosa». Adam Vitcavage describió su presencia en dicho apartado como «la peor en los últimos 28 años».
Algunos críticos mostraron su desacuerdo con las nuevas reglas para nominar en la categoría de mejor película. John Young de Entertainment Weekly señaló que con la nueva normativa «es mejor ser amado por un pequeño grupo en vez de ser del agrado de un grupo mucho mayor». The Week escribió que las nuevas reglas eran un fracaso ya que permitía que «pequeños y divisorios films que la academia tenía esperanza de eliminar, como The Tree of Life o Extremely Loud and Incredibly Close, estén dentro pero previene que películas del agrado de la crítica y del público como Bridesmaids o The Girl with the Dragon Tattoo sean nominadas». No recibió ninguno de los galardones a los que optaba, el Óscar a la mejor película fue para The Artist y el ganador del Óscar al mejor actor de reparto fue Christopher Plummer por Beginners.